# Wybory prezydenckie w Niemczech w 1994 roku
Wybory prezydenckie w Niemczech w 1994 roku odbyły się 23 maja. Zgodnie z konstytucją prezydenta wybierało Zgromadzenie Federalne złożone z deputowanych Bundestagu oraz w równej liczbie elektorów wybranych przez parlamenty lokalne (Landtagi). Z 1324 głosów Roman Herzog otrzymał 696, czyli bezwzględną większość i w ten sposób został wybrany na prezydenta w trzeciej rundzie głosowania. 

## Wyniki
| Kandydat               | Partia             | I tura        | I tura  | II tura       | II tura | III tura      | III tura |
| Kandydat               | Partia             | Liczba głosów | Procent | Liczba głosów | Procent | Liczba głosów | Procent  |
| ---------------------- | ------------------ | ------------- | ------- | ------------- | ------- | ------------- | -------- |
| Roman Herzog           | CDU                | 604           | 45,6    | 622           | 47      | 696           | 52,6     |
| Johannes Rau           | SPD                | 505           | 38.1    | 559           | 42,2    | 604           | 45,7     |
| Hildegard Hamm-Brücher | FDP                | 132           | 10      | 126           | 9,5     | -             | -        |
| Jens Reich             | Związek 90/Zieloni | 62            | 4,7     | -             | -       | -             | -        |
| Hans Hirzel            | REP                | 12            | 0,9     | 11            | 0,8     | 11            | 0,8      |

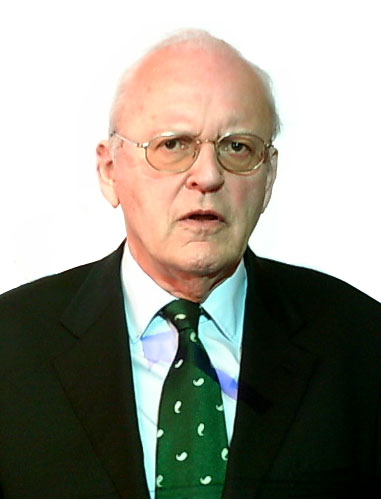
Roman Herzog – kandydat CDU
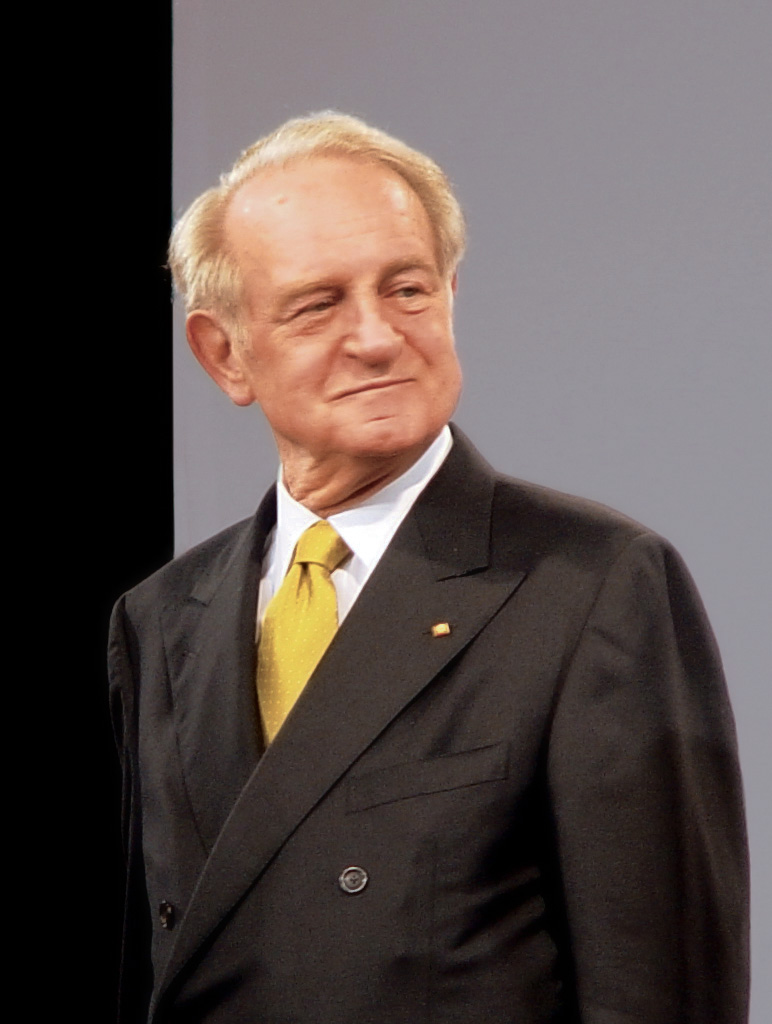
Johannes Rau - kandydat SPD
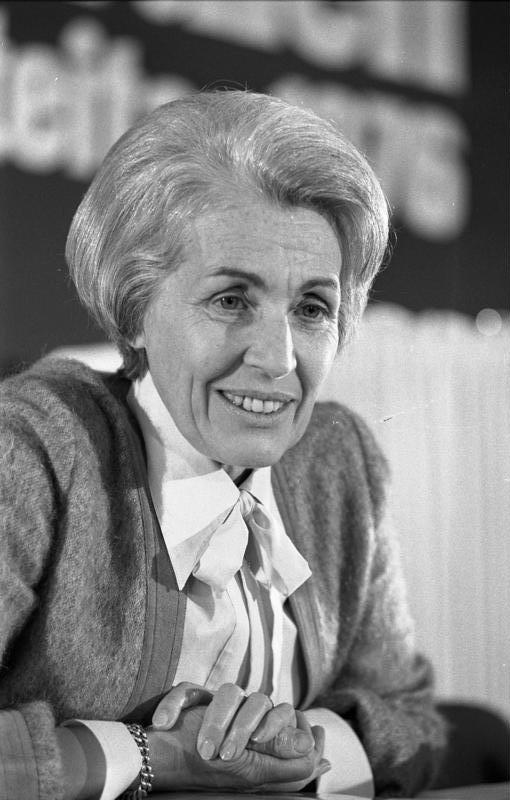
Hildegard Hamm-Brücher - kandydatka FDP
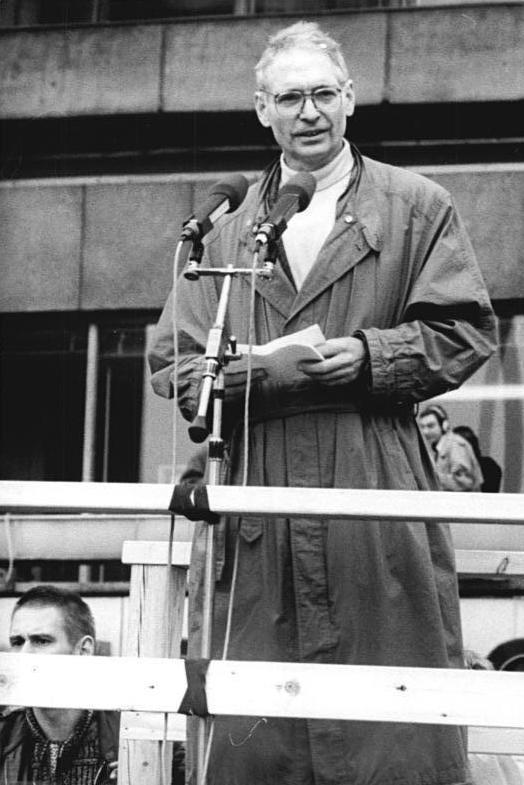
Jens Reich - kandydat Związku 90/Zieloni